# Trading Mom
Trading Mom, também conhecido como The Mommy Market, (Brasil: Mamãe Nota 10 ) é um filme de comédia de fantasia infantil estadunidense de 1994 escrito e dirigido por Tia Brelis, baseada no livro homônimo de sua mãe, Nancy Brelis. É estrelado por Sissy Spacek, Anna Chlumsky, Aaron Michael Metchik, Maureen Stapleton e André the Giant em sua última aparição no filme.
O filme não teve lançamento em DVD ou Blu-ray nos Estados Unidos em março de 2021, embora esteja disponível para aluguel ou compra em plataformas digitais. O filme arrecadou $319.123 nas bilheterias e recebeu principalmente críticas negativas da crítica de cinema.

## Sinopse
Elizabeth, Jeremy e Harry Martin são três filhos que estão até aqui com a mãe irritante...uma divorciada viciada em trabalho que raramente passa tempo de qualidade com eles, ou mesmo fala com eles - exceto para criticá-los ou repreendê-los desde que seu pai os deixou. Durante o último dia de aula, as coisas começaram a se tornar um desastre. O diretor Terrence Leeby detém Jeremy por defender Harry de Ricky Turner, o valentão da turma, que sai ileso; ele também pega Harry, que não fez nada de errado, e então encontra Elizabeth segurando - mas não fumando - o cigarro de um amigo. Ele contata a mãe deles e marca uma visita domiciliar para o primeiro dia das férias de verão. As crianças vão para a Sra. Cavour, uma misteriosa senhora idosa que trabalha como jardineira. Ela conta a eles sobre um antigo feitiço que fará sua mãe desaparecer...junto com todas as suas memórias dela, mas os avisa que apagar alguém é muito perigoso. Ao voltar para casa, eles são injustamente castigados por todas as férias de verão, sem acampamento, mesada, TV ou qualquer coisa de sua mãe enfurecida.
Naquela noite, as crianças recitam o encantamento...que realmente funciona durante a noite. Na manhã seguinte, o diretor Leeby aparece na casa deles. Ele exige que a Sra. Martin venha para uma conversa sobre o problema na escola ontem. Como os filhos de Martin (por motivos óbvios) não conseguem explicar o que aconteceu com sua mãe, eles inventam uma história sobre ela saindo mais cedo para uma emergência. O diretor Leeby fica desconfiado e decide entrar em contato com o serviço social depois de saber que as crianças Martin estão escondendo algo dele. A sra. Cavour conta a eles sobre um lugar na cidade chamado Mercado das Mamães, onde praticamente qualquer raça de mãe imaginável pode ser encontrada. A política deles, no entanto, é que cada cliente (ou grupo de clientes) receba três tokens...cada um dos quais é bom para levar para casa uma mãe de cada vez. Há também um Mercado dos Papais, mas um cliente não pode ir a cada um, pois seria um fiasco. Se o referido cliente não encontrar uma mãe adequada antes de ficar sem fichas, ele nunca poderá retornar.
Os filhos de Martin selecionam (em ordem): uma francesa rica, mas agitada; uma caminhante atenta, mas competitiva; e uma divertida mas selvagem artista de circo russa. Cada um estabelece vários padrões, os quais nenhum dos irmãos (nem nenhum de seus amigos) pode cumprir. Depois que sua terceira mãe vai embora, o Diretor Leeby retorna com o Dr. Richardson, um assistente social, que avisa que as três crianças precisam ser colocadas em lares adotivos separados, para grande choque das crianças. As crianças procuram a Sra. Cavour. Ela explica que o feitiço só pode ser quebrado se eles se lembrarem coletivamente de algo sobre sua mãe.
Nesse ínterim, os irmãos Martin correm e tentam pela quarta vez encontrar sua própria mãe e o caos se instala. Edward, o gerente, critica as crianças por quebrar as regras do Mercado; todos os três são ejetados permanentemente. Descobrindo que o diretor Leeby chamou a polícia para investigar o desaparecimento de sua mãe e os encontrou para colocá-los em lares adotivos separados, os irmãos fugiram da polícia e voltaram para o Mercado das Mamães apenas para descobrir que tudo desapareceu. Eles tentam se lembrar de uma lembrança divertida que tiveram com a mãe. Eles o fazem e alegremente trazem o café da manhã para a Sra. Martin na cama. Ela tenta se lembrar por que os colocou de castigo ontem, mas não consegue. A mãe também diz a eles que o diretor Leeby está vindo para uma visita. Os filhos de Martin agora estão prontos para descartar tudo o que aconteceu como um sonho bizarro. O diretor Leeby aparece para falar com a Sra. Martin sobre os problemas que seus filhos (supostamente) causaram na escola. Ele é capturado por uma armadilha para animais que a mãe caminhante natural criou para capturar um guaxinim.

## Elenco
- Sissy Spacek como a Sra. Martin/Mãe, a mal-humorada mulher/mãe francesa, a caminhante da natureza/Natasha, a artista de circo
- Aaron Michael Metchik como Jeremy Martin
- Anna Chlumsky como Elizabeth Martin
- Asher Metchik (irmão na vida real de Aaron) como Harry Martin
- Maureen Stapleton como a Sra. Cavour
- André the Giant, como o homem forte do circo
- Merritt Yohnka como Diretor Terrance Leeby
- Sean MacLaughlin como Edward, o gerente do Mercado das Mamães
- Schuyler Fisk (filha na vida real de Sissy) como Suzy
- Anne Shannon Baxter como Lily
- Andrew Largen como Ricky Turner, o valentão da escola
- Nancy Chlumsky (a mãe na vida real de Anna) como Dra. Gloria Richardson, a assistente social
- Ariana Metchik (irmã na vida real de Aaron e Asher) como a escoteira
- Igor De Laurentiis (sobrinho na vida real da produtora Rafaella) como o menino de jaqueta preta

## Recepção
No Rotten Tomatoes, ele tem um índice de aprovação de 38% com base nas avaliações de 8 críticos.
O filme foi mencionado no episódio Worst of 1994 de Siskel and Ebert. Siskel escolheu pessoalmente; tanto ele quanto Ebert deram dois polegares para baixo, descrevendo-a como "deprimente...muito triste e idiota para ser divertido...Todos os múltiplos papéis de Spacek são perturbadores e estranhos; como resultado, o filme também é."
O historiador do cinema Leonard Maltin deu à Trading Mom uma e meia (de quatro possíveis) estrelas. "Esta deveria ter sido uma lição extravagante de fantasia/moralidade; em vez disso, é plana e sem vida, com valores de produção pobres. Embora Spacek tenha um dia de campo em quatro variações totalmente diferentes em um único papel, as cenas de humilhação vão fazer você estremecer. algo de errado com um filme que ficou sem ser lançado por dois anos, como este."